# Esquí en Chile

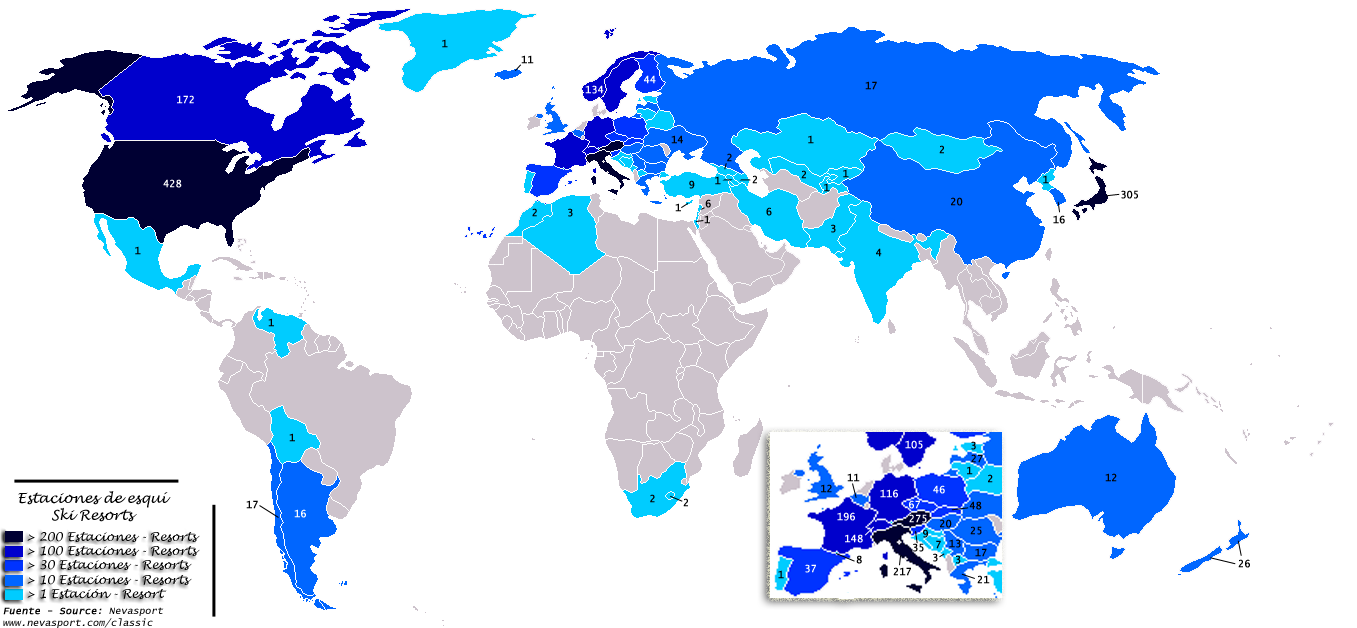
Estaciones de esquí en el mundo (2009).

El esquí en Chile es un deporte practicado mayormente por habitantes de la Zona central de Chile en las zonas central, sur y austral de los Andes chilenos, aptos para su desarrollo. A lo largo de la cordillera, entre las regiones de Valparaíso y Magallanes y Antártica Chilena, Chile cuenta con 22 estaciones de esquí de calidad internacional, donde, de junio a septiembre, es posible practicar deportes de invierno, principalmente esquí y snowboard. Es asistido por el Sistema Nacional de Servicios de Salud al ser un deporte extremo.
Chile es el país con la mayor cantidad de Centros de Ski de América Latina.

## Historia
Chile tuvo su primera competición en el esquí en los Juegos Olímpicos de Invierno de Sankt-Moritz 1948. Allí, la delegación chilena —formada por Gonzalo Domínguez, Jaime Errázuriz, Arturo Hammersley y Hernán Oelckers— participó en la disciplina de esquí alpino. Desde entonces, Chile ha estado presente en todas las ediciones olímpicas de invierno, salvo en aquellas que tuvieron lugar en Sapporo 1972 y Lake Placid 1980, completando quince participaciones.
De los siete deportes en los Juegos Olímpicos de invierno, los deportistas chilenos han competido en dos: esquí alpino y biatlón, sumando un total de catorce distintas competiciones. Sin embargo, los chilenos no han conseguido puestos premiados o preseas en las ediciones de los Juegos Olímpicos de invierno a las que han asistido, como Latinoamérica.

## Esquí en la cordillera de los Andes

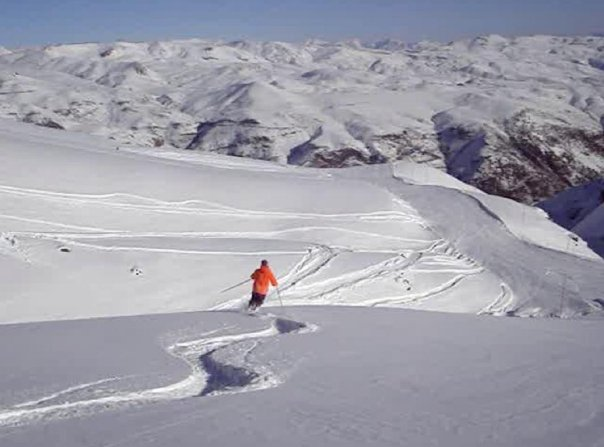
Cordillera Central, Valle Nevado.

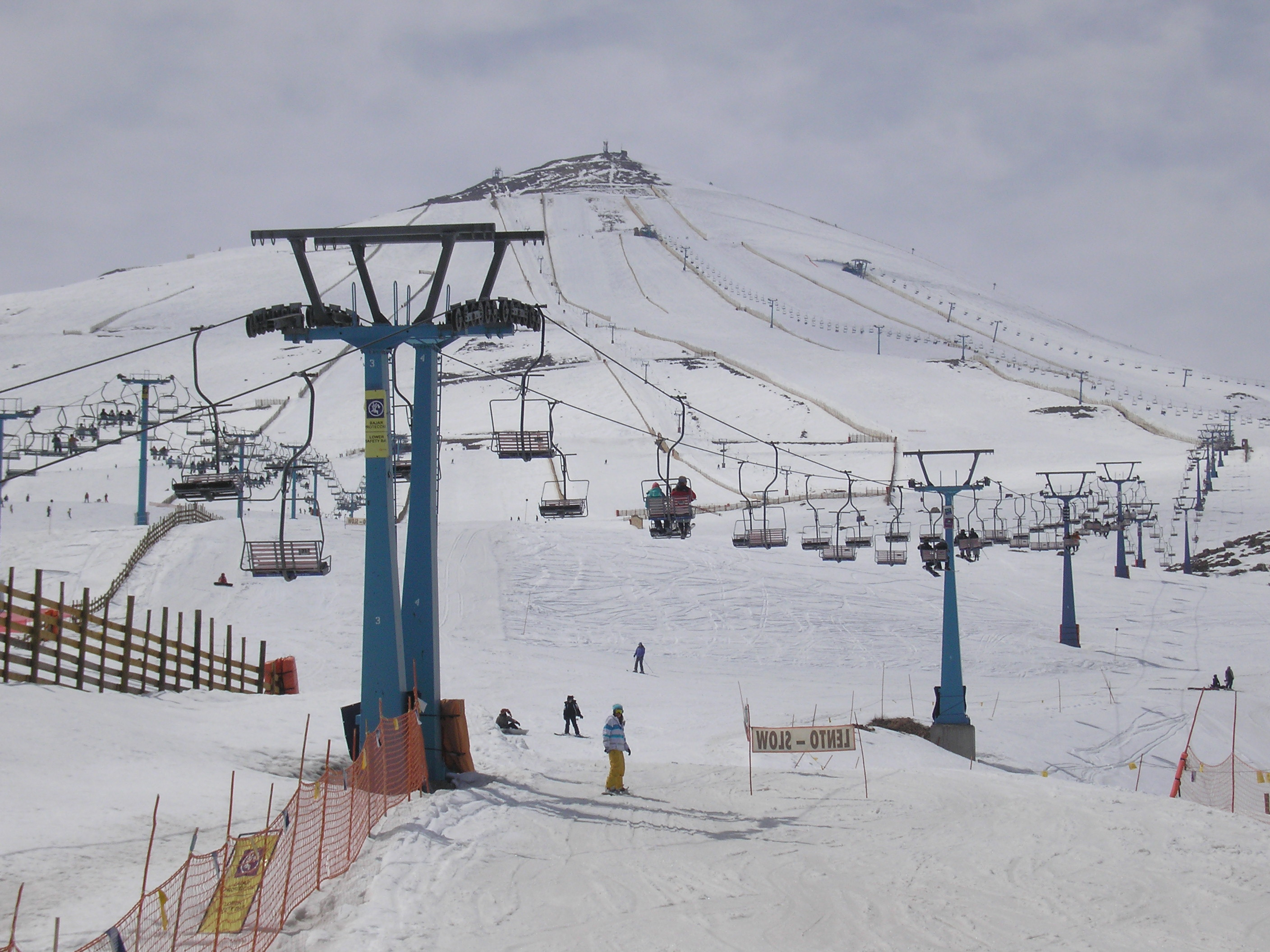
El Colorado.

A lo largo de la cordillera de los Andes se dan las condiciones adecuadas para la práctica del esquí; sin embargo, donde más se destaca es en la Región Metropolitana de Santiago, donde se encuentran cinco centros de esquí: El Colorado, Farellones, La Parva, Lagunillas, Portillo y Valle Nevado.

### Estaciones de esquí
Chile posee un total de diecinueve centros de esquí a lo largo de la cordillera de los Andes. De ellos, Portillo fue sede del Campeonato Mundial de Esquí Alpino de 1966 y Valle Nevado cuenta con una de las mayores áreas esquiables de América del Sur.
- El Arpa, Los Andes, (Región de Valparaíso).
- Portillo, Los Andes, (Región de Valparaíso).
- El Colorado, Santiago de Chile, (Región Metropolitana).
- Farellones, Santiago de Chile, (Región Metropolitana).
- La Parva, Santiago de Chile, (Región Metropolitana).
- Lagunillas, San José de Maipo, (Región Metropolitana).
- Valle Nevado, Santiago de Chile, (Región Metropolitana).
- Chapa Verde, Machalí, (Región del Libertador General Bernardo O'Higgins).
- Antuco, Los Ángeles, (Región del Biobío).
- Nevados de Chillán, Pinto, (Región de Ñuble).
- Corralco, Curacautín, (Región de la Araucanía).
- Las Araucarias, Temuco, (Región de la Araucanía).
- Los Arenales, Temuco, (Región de la Araucanía) (cerrado).
- Pucón, Pucón, (Región de la Araucanía).
- Bosque Nevado, Neltume, (Región de los Ríos).
- Antillanca, Osorno, (Región de los Lagos).
- Volcán Osorno, Osorno, (Región de los Lagos).
- El Fraile, Coyhaique, (Región de Aysén del General Carlos Ibáñez del Campo).
- Cerro Mirador, Punta Arenas, (Región de Magallanes).